# Suhelj
Suhelj je potok, ki izvira v Karavankah ob avstrijsko-slovenski meji in se pri naselju Podkoren izliva v Savo Dolinko. Suhlju se kot desni pritok pred tem pridruži še potok Pisen graben.